# Guillem Augier de Grassa
Guillem Aug(i)er de Grassa o Guilhem Aug(i)er de Grassa (fl. XIII secolo) è stato un trovatore minore, forse solo in tarda età stabilitosi a Grasse, da non confondere con Guillem Augier Novella, originario di Saint-Donat nel Viennois
.
Un manoscritto gli attribuisce il sirventese o plazer sull'elogio della guerra Be.m plai lo gai temps del Pascor la cui attribuzione a Bertran de Born risulta dubbia.
Guillem potrebbe essere identificabile sia con il personaggio omonimo di un sirventese a lui dedicato De sirventes aurai gran re perdutz da Bertran del Poget che con "Guillelmus Augerius", testimone a Riez nel 1257, insieme a Barral del Baux e a Sordello, in un importante atto stipulato tra il conte di Provenza Carlo I e Guigo di Vienne.